# Markies de Canteclaer
Querulijn Xaverius, Markies de Canteclaer van Barneveldt (ook wel de Cantecler, tevens komt de Barneveldt voor) is een van de vaste bijfiguren uit de Nederlandse stripreeks Tom Poes. Het personage is bedacht en voor het eerst getekend door Marten Toonder (1912-2005). Hij heeft de gedaante van een antropomorfe haan.
De markies maakte zijn intrede in het krantenstripverhaal Tom Poes en de watergeest uit 1947.

## Naam
Er zijn enkele varianten in de naam van de markies. De achternaam Canteclaer, Cantecleer, Kanteklaar, Cantecler of Chanteclair betekent in het Frans letterlijk "helder zingend". Het is een in verhalen vaker gebruikte naam voor een haan, die reeds voorkomt in het middeleeuwse dierdicht Van den vos Reynaerde. Toonder plaatste het tussenvoegsel de ervoor.
De naam Van Barneveldt of De Barneveldt verwijst naar hét pluimveecentrum van Nederland, de plaats Barneveld.
De voornaam Querulijn is verbonden met querulantisme. De markies heeft vaak over anderen te klagen.
De toevoeging de Basse-Cour, als onderdeel van de naam, is blijkens het verhaal Het platmaken de naam van de overgrootvader van moederskant van de markies, maar daarmee nog niet onderdeel van zijn eigen naam.

## Personage
De markies is een hooghartig personage dat erg neerkijkt op zijn sociale omgeving. Hij woont in een paleis, niet ver van Bommelstein, met een aantal lakeien. Zijn stamslot Troebeloo heeft hij aan de gemeente Rommeldam in bruikleen gegeven. Hij pretendeert van adel te zijn, maar net zomin als bij heer Bommel zijn hiervoor aanwijzingen te vinden in de Bommelsaga. Het naamdeel Basse-Cour suggereert eerder een bescheiden komaf. In De sappeljuwelen toont hij echter wel de schatten die zijn voorvaderen hem hebben nagelaten, maar namen worden hier niet bij genoemd.
De markies de Canteclaer koestert een minachting voor iedereen die niet van zijn stand is. Met name zijn buurman Olivier B. Bommel − die hij zelf meestal aanduidt als "deze, eh... Bommel" − beledigt hij nogal eens. Het uitzicht op de "bouwval" Bommelstein is de markies vaak een doorn in het oog. Desondanks zoekt heer Bommel in zijn stille strijd ook vaak bijval van zijn elitaire buurman.
Zijn leefgewoonten en uitspraken zijn door het Franse leven en de Franse taal geïnspireerd. Vetes vecht hij dan ook het liefst met de sabel of het pistool uit of hij stuurt zijn lakeien met een opdracht. Zijn afschuw laat hij merken door kreten als "fi donc", zijn (afkeurende) verbazing door de bastaardvloek "parbleu" of "tiens". Hij spreekt anderen aan met het Latijnse "amice" en met "gij".
De markies is vaak bezig met het knippen van zijn haag. Hij verplaatst zich met een draagstoel. In het maatschappelijk leven is hij eigenaar van de rederij die kapitein Wal Rus onder contract heeft. Hij wordt regelmatig geplaagd door migraine. Dagelijks neemt hij met burgemeester Dickerdack de kranten door op de Kleine Club.
Naast de dichtkunst heeft de esoterie zijn warme aandacht. Na afloop van de verhalen De vuur-salamander en Het spook van Bommelstein, is zijn waardering voor zijn buurman Bommel dan ook stilaan gestegen.

## Poëzie
Tot zijn voornaamste bezigheden hoort het schrijven van gedichten in de trant van de Tachtiger Jacques Perk, waarmee hij in het algemeen echter weinig gehoor trekt.

### Publicaties
Uitgeverij De Bezige Bij heeft uiteindelijk twee bundels van zijn hand gepubliceerd:
- Hanezang. Poëmen van Querulijn Xaverius, Markies de Canteclaer van Barneveldt, bijeengelezen door Marten Toonder, 1987
- Vleugeljaren. Poëmen van Querulijn Xaverius, Markies de Canteclaer van Barneveldt, bijeengelezen door Marten Toonder, 1989

In 1997 verscheen bij dezelfde uitgeverij een verzamelbundel:
- De verzamelde poëmen. Waarin opgenomen Vleugeljaren en Hanezang, vermeerderd met herontdekt ongepubliceerd werk. Querulijn Xaverius Markies de Canteclaer van Barneveldt. Bezorgd door Marten Toonder; met een nawoord van Martin van Amerongen

## Citaten en uitroepen
- "Deze stuitende figuur is niets te dol."
- "De aarde wordt steeds platter; Een schijf, bewoond door rapalje en botteriken."
- "Ik ken uw stand niet." (als antwoord aan Heer Bommel, wanneer die het tegenover de markies heeft over "heren van onze stand")
- "Waarom bedrijft ge die platte grollen toch niet elders, amice?"
- "Fi donc! Daar loopt ge zowaar met een torenklok in een etui! Waar is het einde aan uw platte grollen, amice?" (nadat heer Bommel hem een opzichtig horloge toonde dat hij ten geschenke had gekregen)
- "Friemelpraat en frutsels"
- "Het plebs" / "Het grauw" /"Het falderappes"/ "Het janhagel" / "Het crapuul"
- "Parbleu! Par exemple! Affreux! Sapristi! Tiens! Tonnere! Terrible! Fi donc!"

## Varia
- Zijn vaste attribuut is een lorgnet.[3]
- In het ballonstripverhaal Het betoverde schaakspel, dat in 1952 in Wereldkroniek en in 1980 nogmaals in het weekblad Donald Duck werd gepubliceerd, verandert de markies net als de overige personages in een schaakstuk. Hij fungeert dan tot aan het einde van het spel als raadsheer voor de koning.
- Als heer Bommel in het verhaal De geheimzinnige sleutel wegens schulden zijn kasteel moet verlaten, is de markies ondanks zijn koele verhouding met heer Bommel toch zo inschikkelijk om een hut ter beschikking te stellen. Later zorgt de markies ervoor dat heer Bommel zijn kasteel weer terugkrijgt.